# Нильсен, Грете
Грете Вибеке Ловсё Нильсен (в замужестве — Кристиансен; дат. Grethe Vibeke Lovsø Nielsen (Christiansen); 10 марта 1926, Копенгаген — 9 марта 2017, Ольборг) — датская легкоатлетка, выступавшая в беге на короткие дистанции и барьерном беге. Участница летних Олимпийских игр 1948 года.

## Биография
Грете Нильсен родилась 10 марта 1926 года в датском городе Копенгаген.
Выступала в легкоатлетических соревнованиях за КИК из Клампенборга. Шесть раз становилась чемпионкой Дании: четырежды в беге на 60 метров (1946—1949), по разу — в беге на 100 метров (1949) и беге на 80 метров с барьерами (1949). Также в 1946 году завоевала серебро в беге на 100 метров.
В 1948 году вошла в состав сборной Дании на летних Олимпийских играх в Лондоне. В беге на 100 метров победила в четвертьфинальном забеге с результатом 12,6 секунды, заняла 3-е место в полуфинале (12,7), уступив 0,3 секунды попавшей в финал со 2-го месте Ширли Стрикленд из Австралии. В эстафете 4х100 метров сборная Дании, за которую также выступали Бенте Бергендорф, Бирте Нильсен и Хильде Ниссен, заняла 2-е место в полуфинале с результатом 48,10 и 5-е место в финале (48,23), уступив 0,63 секунды завоевавшей золото команде Нидерландов.
Умерла 9 марта 2017 года в датском городе Ольборг.

## Личный рекорд
- Бег на 100 метров — 12,1 (1948)[2]